# 葡萄酒内酯
葡萄酒内酯（英語：Wine lactone）是一种具有香味的天然单萜化合物，其存在于苹果、橙汁、西柚汁、克里曼丁红橘皮精油、橙子精油以及葡萄酒中。其在1975年由Southwell在树袋熊尿液中首次发现这种物质。几年后，Guth在白葡萄酒中发现了这种物质，并将其命名为葡萄酒内酯。这种物质赋予了葡萄酒“椰香、木香和甜香”的气味。葡萄酒内酯一共有8种可能异构体， 在葡萄酒中仅发现了(3S, 3a S, 7aR)-葡萄酒内酯这一种。
(3S, 3aS, 7aR)-葡萄酒内酯同时是8种异构体中最有味的一种，在葡萄酒中达到10 ng/L 就可以被鼻子嗅到，在空气中达到0.00001-0.00004 ng/L 就可以闻到。